# Кузнецов Володимир Іванович
Володи́мир Іва́нович Кузнецо́в (рос. Владимир Иванович Кузнецов; 16 червня 1916 — 10 квітня 1987) — радянський військовик, у роки Другої світової війни — командир взводу 276-го гвардійського стрілецького полку 92-ї гвардійської стрілецької дивізії, гвардії молодший лейтенант. Герой Радянського Союзу (1944).

## Життєпис
Народився на хуторі Рожки Клетського юрту Усть-Медведицького округу області Війська Донського (нині — Суровикінський район Волгоградської області Росії) в селянській родині. Росіянин. У 1933 році закінчив 7 класів школи в селищі Суровикіно.

### Початок трудової діяльності
У 1934 році закінчив школу ФЗУ в м. Сталінграді і розпочав свою трудову діяльність: з січня по квітень 1935 року — на Сталінградському заводі «Пролетарій», у червні — липні 1935 року — черговий електрик СталГРЕС. З листопада 1935 до жовтня 1938 року — діловод-статистик Сорокинської рудникової лікарні. З жовтня 1938 по травень 1940 року керував гуртком струнних інструментів клубу імені Горького в м. Краснодон. З червня 1940 по квітень 1941 року — слюсар шахти «1-біс» тресту Краснодонвугілля. З червня 1941 року — директор клубу імені Горького. Серед вихованців клубу були майбутні «молодогвардійці»: Сергій Тюленін, Уляна Громова, Любов Шевцова, Віктор Третякевич, Євген Мошков та інші.

### Військова служба
З початком німецько-радянської війни призваний до лав РСЧА і направлений до м. Шостка Сумської області, звідки переведений на Урал. Навчався у піхотному училищі в м. Тюмень, але закінчити його не встиг. У серпні 1942 року з курсантів училища і моряків була сформована 93-тя окрема стрілецька бригада. У жовтні 1942 року бригада залізницею була перекинута на станцію Харабалі, а звідти пішим маршем під Сталінград. Бойове хрещення старший сержант В. І. Кузнецов прийняв 20 жовтня 1942 года в бою за сад Лапшина і висоту 145,5 (Лиса Гора) у складі 7-го стрілецького корпусу генерал-майора С. Г. Горячева.
Воював на Сталінградському, Центральному, Воронезькому, Степовому і 3-му Українському фронтах.
Особливо гвардії молодший лейтенант В. І. Кузнецов відзначився під час битви за Дніпро. Перебуваючи на Кременчуцькому напрямку, в ніч з 30 вересня на 1 жовтня 1943 року взвод під командуванням В. І. Кузнецова одним з перших був переправлений на правий беріг річки Дніпро, де вів безперервні бої з чисельно переважаючими силами супротивника. Відбито 5 ворожих контратак, іноді переходячи в рукопашну сутичку.
У січні 1945 року визнаний інвалідом війни 2-ї групи і звільнений в запас за станом здоров'я.

### Повоєнні роки
Після демобілізації оселився в м. Первомайську Одеської (нині — Миколаївської) області. Працював замполітом школи ФЗУ № 9, старшим вихователем дитячого приймальника-розподільника МВС, старшим інспектором з кадрів БМУ-6, директором школи ФЗУ, майстром БУ-16. З 1962 року і до виходу на пенсію працював на каменедробильному заводі «Граніт»: інженером відділу кадрів, майстром ВТК, старшим інженером заводської лабораторії, лаборантом-контролером. У січня 1978 року вийшов на заслужений відпочинок. Вів значну громадську і виховну роботу.
Помер 10 квітня 1987 року. Похований на кладовищі по вулиці Кам'яномостівській.

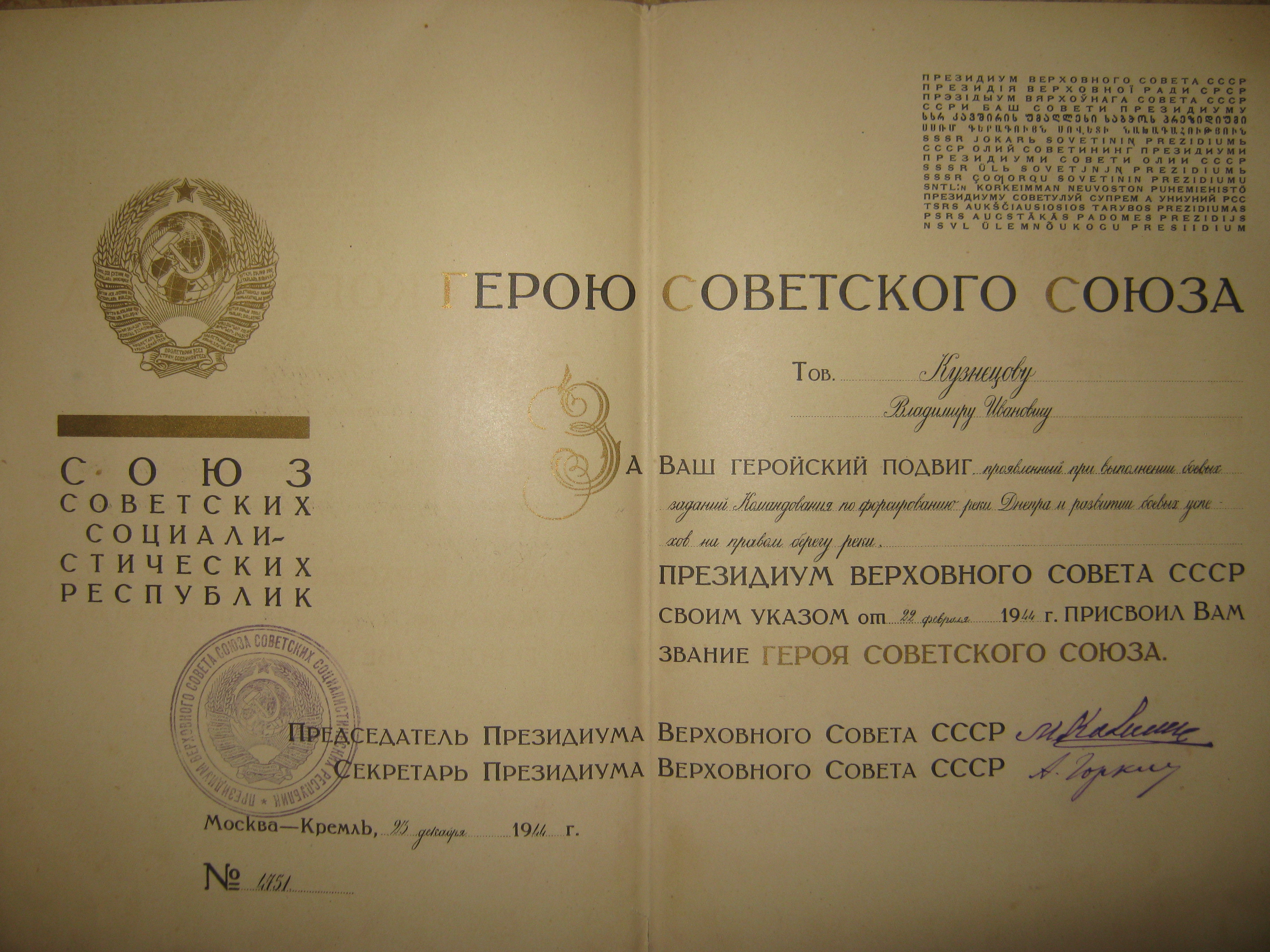
Грамота Президії ВР СРСР про присвоєння В. І. Кузнецову звання Героя Радянського Союзу.

## Нагороди
Указом Президії Верховної Ради СРСР від 22 лютого 1944 року «за зразкове виконання бойових завдань командування при форсуванні річки Дніпро, розвиток бойових успіхів на правому березі та виявлені при цьому відвагу і героїзм», гвардії молодшому лейтенантові Кузнецову Володимиру Івановичу присвоєне звання Героя Радянського Союзу з врученням ордена Леніна і медалі «Золота Зірка» (№ 3171).
Також нагороджений орденом Вітчизняної війни 1-го ступеня (11.03.1985) і медалями.